# مهرجان الجاز بشالة
مهرجان الجاز بشالة هو مهرجان موسيقي عالمي سنوي لموسيقى الجاز الأوروبية والموسيقى المغربية ويُنظم سنويًّا في العاصمة المغربية الرباط.
تأسس مهرجان الجاز بشالة في عام 1996، وكان يُعرف في البداية باسم مهرجان الجاز في لوداية، حيث كان يُقام بمتحف لوداية، ولكن بدءًا من عام 2005 انتقل المهرجان إلى منطقة شالة.

## التنظيم
تُشرف بعثة الاتحاد الأوروبي في المغرب بالشراكة مع السفارات والمعاهد الثقافية للدول الأعضاء في الاتحاد الأوروبي، ووزارة الثقافة المغربية، وحكومة جهة الرباط - سلا - زمور - زعير بشكل سنوي على تنظيم مهرجان الجاز بشالة.

## برنامج المهرجان
يُقام مهرجان الجاز بشالة خلال شهر سبتمبر في كُل عام، ويستمر على مدار خمسة أيام يتم خلالها تقديم عشر حفلات موسيقية للجمهور تجمع فنانين من مختلف دول الاتحاد الأوروبي إلى جانب موسيقيين مغاربة. وهكذا يساهم مهرجان شالة للجاز في تعزيز حوار الثقافات ما بين الاتحاد الأوروبي والمغرب، حيث تتحول قاعات المهرجان في كل مساء إلى ملتقى للفرق الأوروبية والموسيقيين المغاربة، ولا تقتصر هذه الروابط على مدة المهرجان فقط، فقد ساهم مهرجان موسيقى الجاز بشالة منذ تأسيسه في إنتاج أنماط موسيقية جديدة، كما انتقلت حفلات الجاز الأوروبية والموسيقى المغربية التي قدمت خلال مهرجان الجاز شالة إلى البلدان المجاورة من خلال الجولات الموسيقية التي تقوم بها الفرق المُشاركة في المهرجان بعد انتهاء مدة المهرجان.